# Diagramme de chromaticité

Diagramme de chromaticité du système colorimétrique CIE XYZ (1931). Les écrans informatiques ne peuvent représenter qu'une partie des couleurs visibles.

En colorimétrie, un diagramme de chromaticité est une représentation cartésienne où les points représentent la chromaticité des stimulus de couleur.

## Chromaticité
L'objectif de la colorimétrie est de relier la mesure physique de la lumière et la perception des couleurs. Plus précisément, on veut constituer un ensemble de nombres qui représente sans ambiguïté chaque couleur, de telle sorte qu'il soit inutile de voir deux lumières définies par ces nombres pour connaître leur relation visuelle, et pour dire, par exemple « A est plus claire » ou, « plus pâle » ou « plus verte » que B.
StimulusEn colorimétrie, on compare des mélanges de lumières colorées aussi isolées que possible des autres sensations visuelles afin de s'affranchir des complexités des interactions de couleurs. Ces mélanges sont des stimulus au sens de la psychophysique.
Arithmétique des couleursOn suppose, par des postulats dits lois de Grassmann et d'Abney que les sensations lumineuses sont linéaires, ce qui permet de faire toutes les opérations arithmétiques sur les proportions de lumières mélangées.
Combinaison de couleurs primairesOn constate que toutes les couleurs, quel que soit leur spectre physique se perçoivent identiquement (voir couleur métamère) à une combinaison d'addition ou de soustraction de seulement trois lumières choisies arbitrairement, pourvu qu'on ne puisse reconstituer la troisième à partir des deux autres. Les systèmes optiques peuvent seulement ajouter les lumières, la soustraction est une opération intellectuelle ultérieure. Si 
Lumière X + (p3 × Primaire 3) = (p1 × Primaire 1) + (p2 × Primaire 2)
le postulat de linéarité permet d'écrire
Lumière X = p1 × Primaire 1  + p2 × Primaire 2 - p3 × Primaire 3.
Toutes les couleurs peuvent donc se définir par trois valeurs.
ChromaticitéOn suppose que la coloration est une propriété indépendante de la luminosité, et on l'appelle chromaticité. Il reste deux valeurs, qui peuvent se représenter sur un plan.
Aucune de ces méthodes et définitions ne correspond exactement à la vision humaine ; elles ont l'avantage de permettre une approximation généralement appelée colorimétrie de base.

### Calcul de la chromaticité

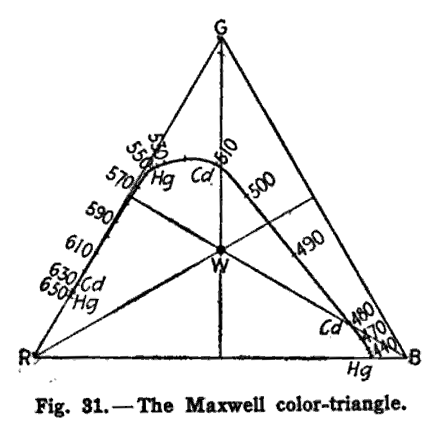
Triangle de Maxwell.

La présentation des chromaticités dérive du triangle des couleurs que James Clerk Maxwell a défini au milieu du XIXe siècle. Dans ce triangle équilatéral, un point représente une couleur obtenue par mélange de trois primaires, dans des proportions égales à la distance au côté opposé à chacune des primaires. La luminance visuelle des couleurs qui se placent sur le diagramme varie, parce que celle de chacune des primaires est différente. 
En physique, les relations entre deux grandeurs doivent être vérifiées, à des coefficients près, quelles que soient les unités choisies pour les représenter. En construisant le triangle à partir de trois valeurs de luminance énergétique de rayonnement correspondant aux primaires, on définit une grandeur à deux dimensions, la chromaticité, qui permet de comparer des rayonnements de luminance énergétique totale égale. Les valeurs sont relatives à cette valeur totale, qu'on prend comme unité.
Le principe du triangle de Maxwell s'applique plus commodément à des coordonnées cartésiennes ; on peut abandonner un des coefficients des primaires, qui est nécessairement le complément à un de la somme des deux autres, puisque par le théorème de Viviani, la somme des trois distances d'un point à un côté est toujours égale à la hauteur. La transformation des coordonnées trichromatiques en chromaticité se résume ainsi :
{\displaystyle (c_{1},c_{2},c_{3})\rightarrow \left({\frac {c_{1}}{c_{1}+c_{2}+c_{3}}},{\frac {c_{2}}{c_{1}+c_{2}+c_{3}}}\right)}
Toutes les descriptions de couleurs trichromatiques et linéaires peuvent servir à calculer une chromaticité et à construire un diagramme de chromaticité. La Commission internationale de l'éclairage (CIE) en a normalisé plusieurs : CIE RGB, CIE XYZ qui le transforme pour supprimer les valeurs négatives, CIE U′V′W′ qui améliore la relation entre la distance sur le diagramme et l'écart de couleur. Le second, établi en 1931, est le plus fréquemment représenté.

Diagrammes de chromaticité
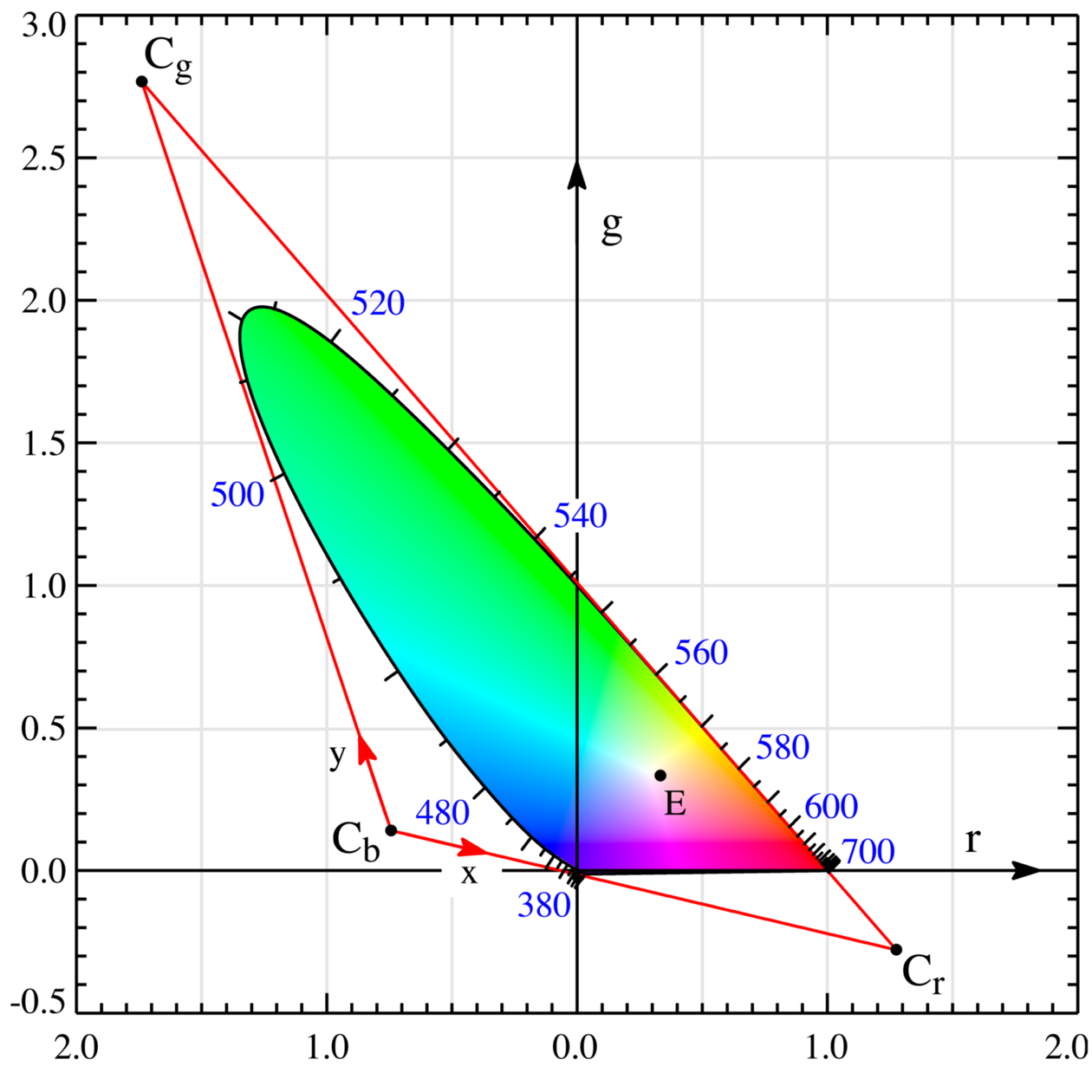
CIE RGB (1931)
CIE XYZ (1931)
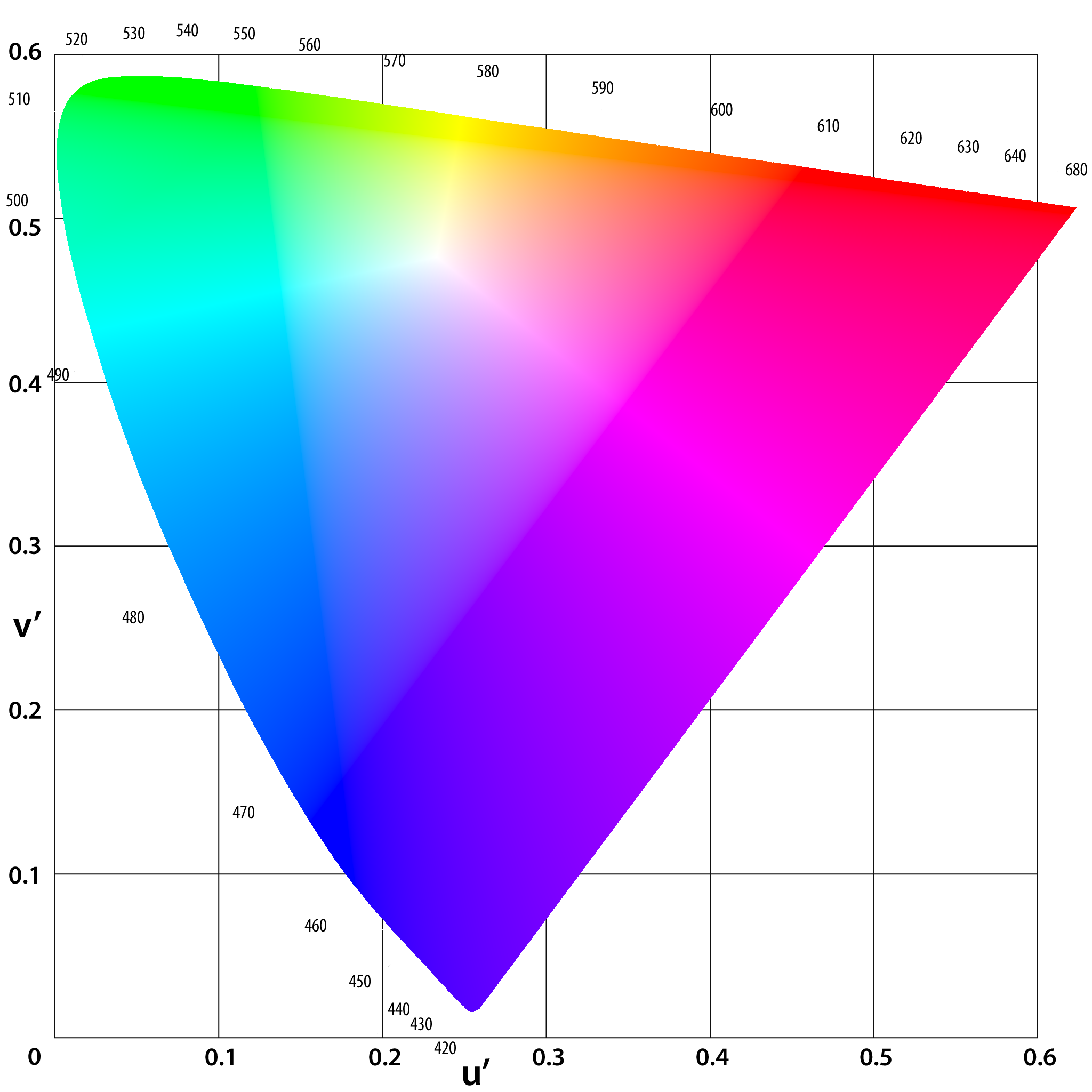
CIE U′V′W′ (1976)

## Diagramme
L'intérieur du diagramme dans le plan (x, y) représente toutes les chromaticités perceptibles. Deux couleurs de même chromaticité ne se ressemblent pas nécessairement ; un rose et un brun peuvent occuper le même point, s'ils ne diffèrent que par la luminosité.
| luminance                   | Y=0,04 | Y=0,08 | Y=0,16 | Y=0,32 | Y=0,64 |
| CIE 1931 (x=0,376, y=0,348) |        |        |        |        |        |

Le lieu du spectre — ou spectrum locus — en forme de fer à cheval — représente l'ensemble des couleurs pures à 100 %, du bleu-violet au rouge. Une couleur pure correspond à une onde électromagnétique monochromatique, c'est pourquoi le lieu du spectre est gradué selon la longueur d'onde de 400 nanomètres (nm) à 700 nm. 
Si deux points représentent chacun une couleur, le segment qui les joint représente les mélanges de ces deux couleurs en proportions variables. On montre facilement que la chromaticité d'un rayonnement constitué du mélange de deux autres se situe sur le segment de droite qui relie les points de chromaticité de ses deux composantes. Le diagramme obtenu est forcément convexe.
La droite des pourpres, qui joint les deux extrémités du lieu du spectre, correspond aux pourpres et magentas, mélanges de rouge et de bleu-violet.

Pureté d'excitation sur le diagramme de chromaticité.

Le point de coordonnées x = 1/3, y = 1/3 représente le blanc équi-énergétique utilisé comme référence dans le système CIE XYZ. Beaucoup de calculs de la colorimétrie dépendent de la définition du blanc. La vision s'adapte aux conditions d'éclairage et perçoit les rapports entre les couleurs presque identiquement avec des lumières dont le spectre est très différent. Celui d'un éclairage à incandescence se rapproche de celui du corps noir à une certaine température. La colorimétrie définit certains types d'éclairage comme illuminant. Cet illuminant donne la position du point blanc.
Le segment qui relie le point blanc à celui d'une couleur pure, sur le lieu spectral, représente toutes les couleurs possédant une même teinte plus ou moins lavées de blanc. Elles ont toutes la même longueur d'onde dominante. En divisant la distance d'un point au point blanc par celle du segment entier on obtient la pureté d'excitation.
Quand le point représentant une couleur se situe entre le point blanc et la droite des pourpres, on prolonge le segment de l'autre côté jusqu'au lieu spectral dans la région des verts et on affecte la longueur d'onde dominante d'un signe moins ; la pureté d'excitation est le quotient des longueurs de la ligne du point de couleur au point blanc et de celui-ci à la droite des pourpres.
La longueur d'onde dominante correspond à peu près à la notion de tonalité pour les couleurs vives. Pour les couleurs lavées de blanc, Hermann Aubert (de) a observé que la diminution de la pureté d'excitation s'accompagne d'une variation de la tonalité perçue. C'est ce qu'on appelle l'effet Abney. On reporte parfois les lignes d'égale tonalité sur le diagramme. Le phénomène de Bezold-Brücke (de) est la relation entre la luminance et la tonalité. Pour les fortes lumières, la perception de la couleur se rapproche du bleu si la longueur d'onde dominante est inférieure à 500 nm, et du jaune dans le cas contraire. Enfin, la perception de la tonalité varie légèrement quand la lumière entre dans la pupille latéralement.
La pureté d'excitation correspond approximativement à la notion de coloration, indépendamment de la teinte. Les couleurs délavées ou grisâtres ont une faible pureté d'excitation. Mais on perçoit toujours les couleurs sombres comme moins colorées que les couleurs lumineuses, alors que leur pureté d'excitation peut être proche de 1.
Pour un système d'affichage par synthèse additive, tel qu'un écran d'ordinateur, le triangle formé par les trois points correspondant aux trois couleurs primaires représente le gamut du système. Seules des couleurs représentées par un point situé à l'intérieur du triangle peuvent être reproduites, à condition que leur luminosité ne dépasse pas un maximum qui dépend de leur distance aux primaires.
Au cours des années, les recherches en colorimétries se sont orientées vers les écarts de couleur. La représentation de la différence juste perceptible entre nuances sur le diagramme de chromaticité de CIE 1931 aboutit aux ellipses de MacAdam, très différentes en taille et en orientation d'une région à l'autre. Le système CIE U′V′W′ de 1976 se déduit du précédent par une simple transformation linéaire, pour réduire l'excentricité et la variation de taille des ellipses d'égal écart de couleur. Aucun système simple ne parvient à l'idéal, qui serait un cercle égal partout. On doit évaluer l'écart de couleur cas par cas par interpolation à partir des données expérimentales.
En tout état de cause, le diagramme de chromaticité n'est qu'une représentation sommaire : la luminance relative de la plage de couleur influe tant sur la nuance que sur leur discrimination, et la pureté change la perception de la tonalité, de sorte que la représentation sur le diagramme des nuances perçues comme des variations pâlies de la même couleur pure ne forme pas en général une ligne droite.
On a coutume d'illustrer le diagramme de chromaticité avec des couleurs, de façon à repérer leur correspondance avec les coordonnées. Cette indication ne permet pas de déduire à quelle couleur on a affaire : il faut connaître la luminosité.
| luminance                 | Y=0,06 | Y=0,12 | Y=0,23 | Y=0,46 | Y=0,92 |
| CIE 1931 (x=0,42, y=0,51) |        |        |        |        |        |